# Dautillos
El pueblo de Dautillos está situado en el municipio de Navolato en Sinaloa. Tiene una población de 2270 habitantes. Se encuentra a 1 m de altitud y forma parte de la sindicatura de Altata.

## Geografía y clima
El área que rodea Dautillos es árido y desértico y se encuentra en la Bahía de Santa María rodeada de esteros. Al oeste de Dautillos esta el océano Pacífico y al este se encuentra la cadena montañosa de la Sierra Madre Occidental. El clima es cálido y húmedo en el verano y otoño, y frío en invierno.